# Мирошник, Ирина Юрьевна
Ирина Юрьевна Мирошник (род. 4 мая 1971, Петрозаводск, Карельская АССР, РСФСР, СССР) — российский политический и общественный деятель, Глава Петрозаводского городского округа в 2016—2021 годах.

## Биография
С 1 сентября 1994 года работала учителем информатики, затем — заместителем директора по учебно-воспитательной работе в Ломоносовской гимназии в городе Петрозаводск.
С 1 февраля 2007 года работала в Администрации Петрозаводского городского округа, с октября 2009 года в должности заместителя председателя комитета по вопросам образования, культуры, делам молодёжи, молодой семьи, физической культуры и спорта — начальника управления образования.
6 мая 2013 года заняла должность заместителя Руководителя аппарата Петрозаводского городского Совета.

### Глава Петрозаводского городского округа
29 декабря 2015 года назначена временно исполняющим обязанности Главы Петрозаводского городского округа.
19 апреля 2016 года была избрана депутатами Петрозаводского городского Совета Главой Петрозаводского городского округа, 20 апреля 2016 года вступила в должность градоначальника. Стала первым в постсоветской истории мэром Петрозаводска, который назначается депутатами горсовета, а не всенародно (в 1994—2014 годах мэр карельской столицы избирался всенародно).
12 мая 2021 года Петрозаводский городской Совет наградил Ирину Мирошник почётной грамотой за добросовестный труд, высокопрофессиональное исполнение служебных обязанностей, успехи в реализации значимых для жителей города проектов и программ, эффективное взаимодействие с депутатами Петросовета и большой личный вклад в развитие местного самоуправления на территории Петрозаводска.
13 мая 2021 года полномочия Главы Петрозаводского городского округа завершены.
18 января 2022 назначена руководителем Карелиястата.